# Argyrolobium
Genre
Synonymes
- Calispepla Vved.[2]
- Chasmone E. Mey.[3]

Argyrolobium est un genre de plantes à fleurs dicotylédones de la famille des Fabaceae, sous-famille des Faboideae, originaire d'Amérique du Nord, d'Amérique centrale et d'Amérique du Sud, qui comprend une centaine d'espèces acceptées.

## Étymologie
Le préfixe argyro vient du grec arguros qui signifie argent,  et lobos  signifie  lobe. Les gousses et les feuilles de ces plantes sont velues et ont des reflets argentés.

## Liste d'espèces
Selon The Plant List (15 décembre 2018) :
- Argyrolobium aciculare Dummer
- Argyrolobium adscendens Walp.
- Argyrolobium aegacanthoides (Vved.) Moteetee
- Argyrolobium aequinoctiale Baker
- Argyrolobium amplexicaule (E.Mey.) Dummer
- Argyrolobium angustissimum (E. Mey.) T.J. Edwards
- Argyrolobium arabicum (Decne.) Jaub. & Spach
- Argyrolobium argenteum (Jacq.) Eckl. & Zeyh.
- Argyrolobium baptisioides Walp.
- Argyrolobium barbatum Walp.
- Argyrolobium biebersteinii P.W.Ball
- Argyrolobium bodkinii Dummer
- Argyrolobium calycinum (M. Bieb.) Boiss.
- Argyrolobium campicola Harms
- Argyrolobium candicans Eckl. & Zeyh.
- Argyrolobium catati (Drake) M.Peltier
- Argyrolobium collinum Eckl. & Zeyh.
- Argyrolobium confertum Polhill
- Argyrolobium crassifolium Eckl. & Zeyh.
- Argyrolobium crinitum Walp.
- Argyrolobium crotalarioides Jaub. & Spach
- Argyrolobium eylesii Baker f.
- Argyrolobium filiforme Eckl. & Zeyh.
- Argyrolobium fischeri Taub.
- Argyrolobium flaccidum (Royle) Jaub. & Spach
- Argyrolobium friesianum Harms
- Argyrolobium frutescens Burtt Davy
- Argyrolobium glaucum Schinz
- Argyrolobium harmsianum Harms
- Argyrolobium harveyanum Oliv.
- Argyrolobium hirsuticaule Harms
- Argyrolobium humile E.Phillips
- Argyrolobium incanum Eckl. & Zeyh.
- Argyrolobium itremoense Du Puy & Labat
- Argyrolobium lanceolatum Eckl. & Zeyh.
- Argyrolobium lancifolium Burtt Davy
- Argyrolobium longifolium (Meissner) Walp.
- Argyrolobium longipes N.E.Br.
- Argyrolobium lotoides Trautv.
- Argyrolobium lunare (L.) Druce
- Argyrolobium lydenburgense Harms
- Argyrolobium macrophyllum Harms
- Argyrolobium marginatum Bolus
- Argyrolobium megarrhizum Bolus
- Argyrolobium microphyllum Ball
- Argyrolobium molle Eckl. & Zeyh.
- Argyrolobium muddii Dummer
- Argyrolobium muirii L.Bolus
- Argyrolobium nanum Harms
- Argyrolobium natalense Dummer
- Argyrolobium nigrescens Dummer
- Argyrolobium nitens Burtt Davy
- Argyrolobium obsoletum Harv.
- Argyrolobium pachyphyllum Schltr.
- Argyrolobium patens Eckl. & Zeyh.
- Argyrolobium pauciflorum Eckl. & Zeyh.
- Argyrolobium pedunculare Benth.
- Argyrolobium petiolare Walp.
- Argyrolobium podalyrioides Dummer
- Argyrolobium polyphyllum Eckl. & Zeyh.
- Argyrolobium pulvinatum Rech.f.
- Argyrolobium pumilum Eckl. & Zeyh.
- Argyrolobium ramosissimum Baker
- Argyrolobium rarum Dummer
- Argyrolobium rogersii N.E.Br.
- Argyrolobium roseum (Cambess.) Jaub. & Spach
- Argyrolobium rupestre (E.Mey.) Walp.
- Argyrolobium saharae Pomel
- Argyrolobium sandersonii Harv.
- Argyrolobium sankeyi Dummer
- Argyrolobium schimperianum A.Rich.
- Argyrolobium sericeum Eckl. & Zeyh.
- Argyrolobium sericosemium Harms
- Argyrolobium speciosum Eckl. & Zeyh.
- Argyrolobium splendens Walp.
- Argyrolobium stenophyllum Boiss.
- Argyrolobium stipulaceum Eckl. & Zeyh.
- Argyrolobium stolzii Harms
- Argyrolobium summomontanum Hilliard & B.L.Burtt
- Argyrolobium sutherlandii Harv.
- Argyrolobium terme Walp.
- Argyrolobium thodei Harms
- Argyrolobium thomii Harv.
- Argyrolobium tomentosum (Andrews) Druce
- Argyrolobium tortum Suess.
- Argyrolobium transvaalense Schinz
- Argyrolobium trigonelloides Jaub. & Spach
- Argyrolobium tuberosum Eckl. & Zeyh.
- Argyrolobium tysonii Harms
- Argyrolobium umbellatum Vogel
- Argyrolobium uniflorum (Decne.) Jaub. & Spach
- Argyrolobium vaginiferum Harms
- Argyrolobium variopile N.E.Br.
- Argyrolobium velutinum Eckl. & Zeyh.
- Argyrolobium wilmsii Harms
- Argyrolobium woodii Dummer
- Argyrolobium zanonii (Turra) P.W.Ball